# Don Hopkins
Pour les articles homonymes, voir Hopkins.
Don Hopkins est un artiste et un programmeur américain. Il est spécialisé dans l'interaction homme-machine et dans l'infographie. Il a inventé le menu circulaire et le concept de copyleft popularisé par Richard Stallman. 
Il a développé des applications imaginatives pour le système de fenêtrage NeWS, a fait un portage du jeu vidéo SimCity pour plusieurs versions d'Unix et a développé une version multijoueur de SimCity pour X11 ainsi que la plus grosse partie du noyau du jeu vidéo Les Sims. Il a également écrit la démonstration qui a montré les capacités du langage de script multimedia ScriptX créé à la suite des recherches faites conjointement par Apple et IBM dans le projet Kaleida, et a développé de nombreux programmes et composants pour OpenLaszlo.